# Kostel Narození Panny Marie (Vojtíškov)
Kostel Narození Panny Marie ve Vojtíškově je filiální kostel římskokatolické farnosti Malá Morava. Pozdně barokní stavba z počátku 19. století  se nachází uprostřed obce v nadmořské výšce 630 m n. m.

## Historie
Ve Vojtíškově stála původně dřevěná modlitebna, kterou si postavili místní protestanti v 16. století. V její věži visel zvon s českým nápisem ulitý mistrem Eliášem v Hradci Králové v roce 1592. Po roce 1625 byla upravena pro katolické bohoslužby. Když zchátrala, byl nedaleko, na pozemku darovaném místním sedlákem, postaven v letech 1807–1809 nový zděný kostel. Podle nápisu na portálu nechal kostel postavit kníže Jan I. z Lichtenštejna. 

## Popis

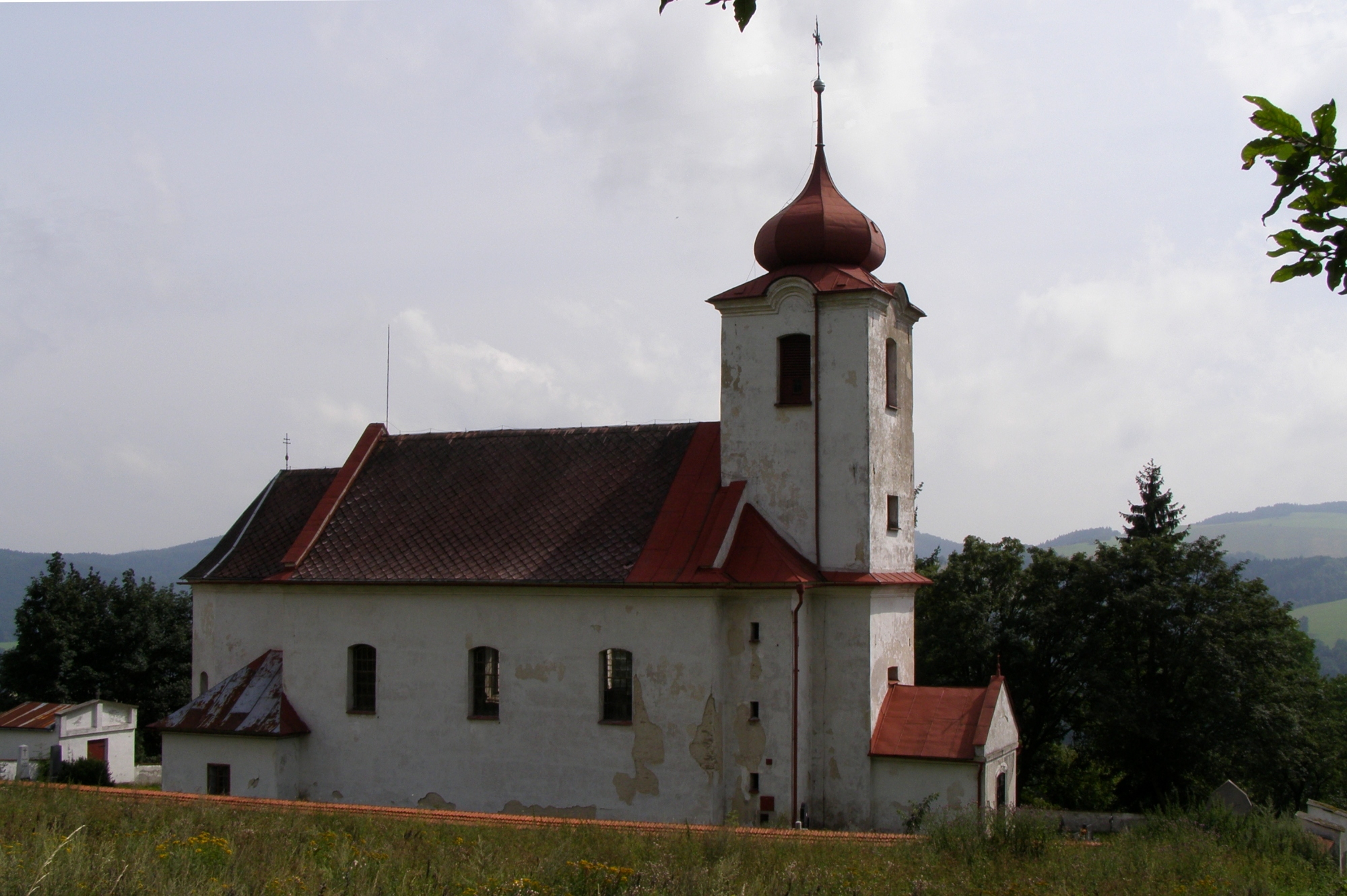
kostel ve Vojtíškově

Kostel je obklopen kamennou zdí, která vymezuje areál hřbitova s nízkou budovou márnice za presbytářem.
Jde o jednolodní pozdě barokní stavbu s výraznou věží a odsazeným, trojboce zakončeným presbytářem. Na jeho severní straně je umístěn depozitář, k jižní zdi přiléhá obdobná čtyřboká sakristie. V ose západního průčelí je vystavěna věž s obdélnou předsíní, která tvoří hlavní vstup do kostela. V ní se nachází portál s rytým letopočtem 1809, jménem stavebníka a dalšími iniciálami. 
Kněžiště je zaklenuto valeně s výsečemi a lunetovým závěrem, loď má rovný strop. V západní části lodi je hudební kruchta s varhanami. Vybavení kostela je z velké části v klasicistním stylu. Hlavní oltářní obraz Nanebevzetí Panny Marie z roku 1878 maloval A. Aust.